# Andreas Nikolai de Saint-Aubain

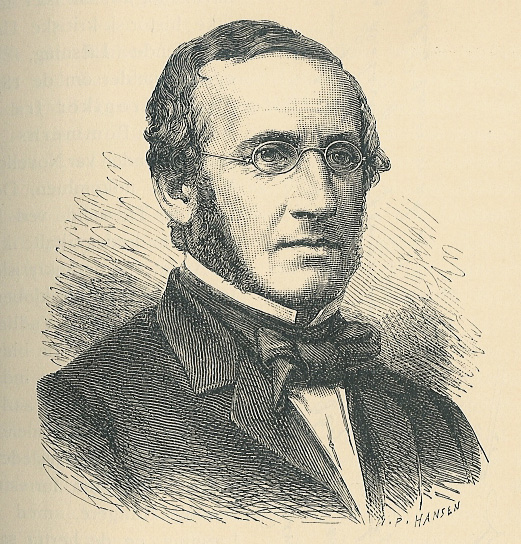
Andreas Nikolai de Saint-Aubain

Andreas Nikolai de Saint-Aubain, Pseudonym Carl Bernhard bzw. Karl Bernhard (* 18. November 1798 in Kopenhagen; † 25. November 1865 ebenda), war ein dänischer Schriftsteller.

## Pseudonym und Schreibweisen

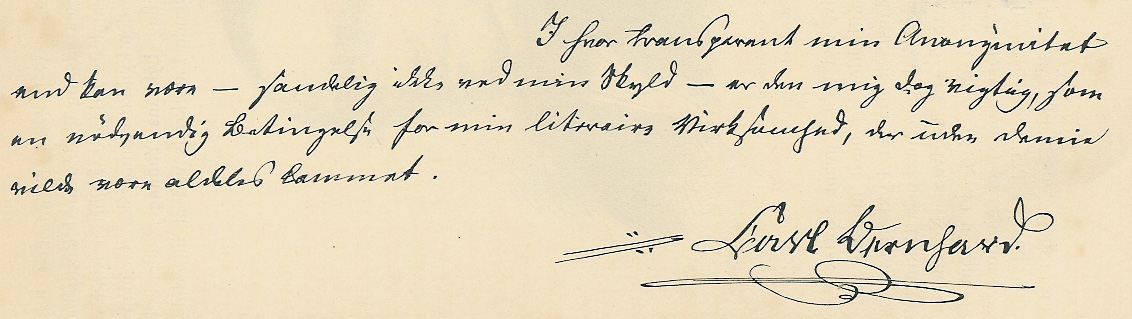
Notiz als Karl Bernhard

Saint-Aubain schrieb unter dem Pseudonym Carl Bernhard; in deutschen Übersetzungen kommt als Autorenname auch Karl Bernhard vor. Zahlreiche Buchausgaben, Zitationen und Bibliothekskataloge weisen abweichende Schreibungen des Klarnamens auf: für Andreas auch André, für Nikolai auch Nicolai, Nicolas oder ohne zweiten Vornamen, für Saint-Aubain auch Saint-Aubin. Die Dänische Königliche Bibliothek verwendet A. N. de Saint-Aubain, die Encyclopaedia Britannica online Andreas de Saint-Aubin, die Teilbibliothek Skandinavistik der Humboldt-Universität Berlin Andreas Nicolai deSaint-Aubain. Die hier gewählte Schreibweise folgt der 11. Auflage der Encyclopaedia Britannica von 1911.

## Urteile
- „Seine Erzählungen zeichnen sich durchgängig durch geschickt angelegte Intrigen sowie durch lebhafte und geschmackvolle Darstellung aus.“ Meyers Konversationslexikon, 1885.
- Seine Schriften „zeigen ihn als einen Mann des ancien régime, ästhetisch sehr gebildet, kulturhistorisch interessant, aber flach und unpersönlich.“ Meyers Großes Konversationslexikon, 1905.

## Werke
- Udvalgte Skrifter, 14 Bände. 2. Auflage, Kopenhagen 1869
- Gesammelte Werke. Vom Verfasser selbst besorgte Ausgabe, 15 Bände. Leipzig 1847–1850